# Abstracció (matemàtiques)
En matemàtiques, es coneix per abstracció el procés d'extreure l'essència subjacent d'un concepte matemàtic, eliminant-ne tota dependència de qualsevol objecte de la realitat amb què pugui estar connectat i generalitzant-lo de tal manera que tengui aplicacions més àmplies o que es pugui relacionar amb fenòmens equivalents. Dues de les àrees més abstractes de la matemàtica moderna són la teoria de categories i la teoria de models.

## Descripció
Moltes àrees de les matemàtiques van sorgir arran de l'estudi de problemes de la vida quotidiana, molt abans que s'identifiquessin les regles i conceptes subjacents, i que es definissin com a estructures abstractes. Per exemple, la geometria té els seus orígens en el càlcul de distàncies i superfícies en el món real; un altre exemple és l'àlgebra, que té el seu origen en la construcció de mètodes per a la resolució de problemes aritmètics.
L'abstracció és un procés que sempre està viu en matemàtiques, i el desenvolupament històric de molts conceptes matemàtics mostren una progressió d'allò concret a allò abstracte. Per exemple, en el cas de la geometria, els primers passos en la seva abstracció els donaren els grecs antics, on els Elements d'Euclides són el primer recull de documentació dels axiomes de la geometria del pla (encara que Procle menciona que Hipòcrates de Quios va realitzar-ne prèviament un sistema axiomàtic). En el segle xvii, Descartes introduí el concepte de coordenades cartesianes, cosa que va permetre el desenvolupament de la geometria analítica. Altres autors que van contribuir a l'abstracció de diversos camps de les matemàtiques foren Lobatxevski, Bolyai, Riemann i Gauss, que van generalitzar els conceptes de la geometria per tal de desenvolupar les geometries no euclidianes. En el segle xix, la generalització de la geometria fou encara més enllà, amb el desenvolupament de la geometria en n dimensions, la geometria projectiva, la geometria afí i la geometria finita. Finalment, el Programa d'Erlangen de Felix Klein identificà la base comuna de totes aquestes geometries, i definí cadascuna d'elles com l'estudi de propietats invariants sota un determinat grup de simetries. Aquest nivell d'abstracció va revelar connexions entre la geometria i l'àlgebra abstracta.
Alguns avantatges de l'abstracció són:
- Mostra connexions profundes entre diferents àrees de les matemàtiques.
- Els resultats coneguts en un àmbit de les matemàtiques pot suggerir conjectures en un altre.
- Les tècniques i mètodes d'un àmbit es poden fer servir per a demostrar resultats en un altre.

Un desavantatge de l'abstracció és que els conceptes altament abstractes poden ser difícils d'aprendre. Pot ser necessari un cert nivell de maduresa matemàtica i d'experiència per tal de copsar les abstraccions. Un dels principis del Mètode Montessori per a l'ensenyament de les matemàtiques és encoratjar els alumnes a passar dels exemples concrets al pensament abstracte.
Bertrand Russell, en la seva obra The Scientific Outlook (1931), escriu que
| « | (anglès) Ordinary language is totally unsuited for expressing what physics really asserts, since the words of everyday life are not sufficiently abstract. Only mathematics and mathematical logic can say as little as the physicist means to say. | (català) El llenguatge habitual no és en absolut adequat per expressar allò que afirma la física, ja que les paraules quotidianes no són suficientment abstractes. Només les matemàtiques i la lògica matemàtica poden dir tan poc com volen dir els físics. | » |